# جرج بلنچین
جرج بَلِنچین با نام اصلی گئورگی ملیتونیس دزه بالانچیوادزه (به گرجی:  გიორგი მელიტონის ძე ბალანჩივაძე) ; (۲۲ ژانویهٔ ۱۹۰۴ – ۳۰ آوریل ۱۹۸۳) رقص‌پرداز گرجی اهل آمریکا بود که بین سال‌های ۱۹۲۹ تا ۱۹۸۳ میلادی فعالیت می‌کرد.
او برندهٔ جوایزی همچون جایزه مرکز کندی و نشان افتخار آزادی رئیس‌جمهوری شده و به عنوان «پدر بالهٔ آمریکایی» و نیز یکی از مهمترین طراحان رقص و باله در قرن بیستم شناخته می‌شود.
افشین مفید، فرزند بیژن مفید، شاگرد و رقصنده سولیستِ این طراح باله در باله نیویورک بوده است. 